# Лінкольн (округ, Західна Вірджинія)
Шаблон:StateAbbr_ 38°11′ пн. ш. 82°04′ зх. д. / 38.18° пн. ш. 82.07° зх. д.
Округ  Лінкольн (англ. Lincoln County) — округ (графство) у штаті  Західна Вірджинія, США. Ідентифікатор округу 54043.

## Історія
Округ утворений 1867 року.

## Демографія
За даними перепису 2000 року загальне населення округу становило 22108 осіб, усе сільське. Серед мешканців округу чоловіків було 10898, а жінок — 11210. В окрузі було 8664 домогосподарства, 6536 родин, які мешкали в 9846 будинках. Середній розмір родини становив 2,94.
Віковий розподіл населення поданий у таблиці:
| Стать    | До 15 років | 15-21 | 22-29 | 30-39 | 40-49 | 50-65 | 65-85 | Понад 85 |
| -------- | ----------- | ----- | ----- | ----- | ----- | ----- | ----- | -------- |
| Чоловіки | 2129        | 1134  | 1147  | 1626  | 1702  | 1907  | 1147  | 106      |
| Жінки    | 2102        | 1061  | 1204  | 1541  | 1729  | 1922  | 1446  | 205      |

## Суміжні округи
- Патнем — північ
- Кенова — північний схід
- Бун — південний схід
- Лоґан — південь
- Мінґо — південний захід
- Вейн — захід
- Кабелл — північний захід

## Виноски
1. ↑  U.S. Decennial Census. United States Census Bureau. Архів оригіналу за 19 липня 2018. Процитовано 10 січня 2014.
2. ↑  Historical Census Browser. University of Virginia Library. Архів оригіналу за 11 серпня 2012. Процитовано 10 січня 2014.
3. ↑  Population of Counties by Decennial Census: 1900 to 1990. United States Census Bureau. Архів оригіналу за 3 червня 2013. Процитовано 10 січня 2014.
4. ↑  Census 2000 PHC-T-4. Ranking Tables for Counties: 1990 and 2000 (PDF). United States Census Bureau. Архів оригіналу (PDF) за 18 грудня 2014. Процитовано 10 січня 2014.
5. ↑  State & County QuickFacts. United States Census Bureau. Архів оригіналу за 7 червня 2011. Процитовано 24 липня 2015.(англ.) Наведено за англійською вікіпедією.
6. ↑  American FactFinder. Бюро перепису населення США. Архів оригіналу за 26 лютого 2012. Процитовано 31 січня 2008.

| США | Це незавершена стаття з географії США. Ви можете допомогти проєкту, виправивши або дописавши її. |